# Huellas (álbum de Alianza)
Huellas es el tercer y último álbum de estudio de la banda argentina Alianza. Es el primer disco que incluye temas en inglés (aunque previamente ya había interpretado canciones en inglés como de Deep Purple, pero solo en conciertos con Rata Blanca), esta vez la canción que da nombre al disco, la versionan en inglés, bajo el nombre "Traces" (en español: Huellas), por otro lado también incluyen en el disco el famoso tango "Nostalgias" de Cobián y Cadícamo. Después de este disco la banda se disolvió y hasta la fecha se encuentra inactiva.

## Versiones
Existen dos versiones del listado de canciones del álbum, la del disco compacto, que es la más común y la que todos conocen, pero también hay una versión en casete que tiene una pequeña diferencia con la del disco. En la versión casete, trae consigo una canción más, llamada "Titanes del Universo", cuya lírica es una especie de homenaje a las grandes estrellas del rock de los 60's, 70's y 80's, esta pista solo y únicamente se encuentra disponible en la versión casete, lo cual la hace una rareza al ser poco conocida esta versión del álbum, además en la versión casete algunas canciones cambian de ubicación.

## Versión disco
| N.º   | Título                                                          | Duración |  |
| 1.    | «Mienten»                                                       | 5:02     |  |
| 2.    | «Erks» (Instrumental)                                           | 3:50     |  |
| 3.    | «Huellas»                                                       | 4:45     |  |
| 4.    | «Fábula del Bien y el Mal»                                      | 4:54     |  |
| 5.    | «S.O.S.»                                                        | 4:50     |  |
| 6.    | «Tribus del Sol»                                                | 3:58     |  |
| 7.    | «Himno del Mundo»                                               | 3:43     |  |
| 8.    | «Metralla»                                                      | 3:38     |  |
| 9.    | «Sueño Real»                                                    | 4:35     |  |
| 10.   | «Nostalgias» (Autoría de Juan Carlos Cobián y Enrique Cadícamo) | 2:33     |  |
| 11.   | «Vení a Escuchar Rock N' Roll»                                  | 4:50     |  |
| 12.   | «Traces» (Versión en inglés de "Huellas")                       | 4:45     |  |
| 51:25 |                                                                 |          |  |

## Versión casete
| N.º   | Título                                                          | Duración |  |
| 1.    | «Huellas»                                                       | 4:44     |  |
| 2.    | «Fábula del Bien y el Mal»                                      | 4:47     |  |
| 3.    | «Titanes del Universo» (Disponible solo en la versión casete)   | 4:27     |  |
| 4.    | «S.O.S.»                                                        | 4:53     |  |
| 5.    | «Tribus del Sol»                                                | 3:58     |  |
| 6.    | «Himno del Mundo»                                               | 3:45     |  |
| 7.    | «Metralla»                                                      | 3:40     |  |
| 8.    | «Sueño Real»                                                    | 3:45     |  |
| 9.    | «Mienten»                                                       | 5:02     |  |
| 10.   | «Erks» (Instrumental)                                           | 3:51     |  |
| 11.   | «Nostalgias» (Autoría de Juan Carlos Cobián y Enrique Cadícamo) | 2:38     |  |
| 12.   | «Vení a Escuchar Rock n' Roll»                                  | 4:57     |  |
| 13.   | «Traces» (Versión en inglés de "Huellas")                       | 4:44     |  |
| 55:37 |                                                                 |          |  |

## Alianza
- Adrián Barilari - voz
- Hugo Bistolfi - teclados

## Músicos invitados
- Gonzalo Ledesma - guitarra
- Sebastian Cullari - bajo
- Daniel Astor Piazzolla - batería

- Datos: Q21059475